# 駒井政直
駒井 政直（こまい まさなお）は、戦国時代から安土桃山時代にかけての武将。甲斐武田氏の家臣。父は駒井高白斎。名は昌直とも。戒名は全可。通称は孫三郎、右京亮、右京進。子に親直、親行。
武田信玄、勝頼の2代に仕える。譜代家老衆の侍大将として、55騎と在郷の近習50騎の合わせて105騎を率いた。永禄6年（1563年）5月晦日には高野山成慶院で父・高白斎の供養を行っている。高白斎と同様に信濃諏訪郡との取次を務めている。『甲陽軍鑑』によれば、永禄13年（1570年）、駿河国深沢城（静岡県御殿場市）の城代に任命され、駒井宮内大輔・小山田大学助らと在城する。
天正10年（1582年）3月の織田信長の甲州征伐によって武田氏が滅亡した後は、徳川家康に降り榊原康政に属して武田遺臣の代表格となり、家康に対する忠誠を誓った「天正壬午起請文」の提出にも携わっている。徳川家康の関東移封に伴い甲斐を離れ、天正19年（1591年）7月、上野国那波郡（現在の群馬県伊勢崎市）に1500石を領す。
文禄4年（1595年）6月8日、死去。享年54。墓所は政直開祖と伝わる那波郡連取村（群馬県伊勢崎市）の竹芳寺。
嫡子に親直がおり、次男の親行も政周という子がおり、子孫は旗本として存続している。娘は跡部昌秀室となっている。